# Zalaszentmihály, Zala
Zalaszentmihály  este un sat în districtul Zalaegerszeg, județul Zala, Ungaria, având o populație de 1.000 de locuitori (2011). 

## Demografie
Componența etnică a satului Zalaszentmihály
     Maghiari (97,72%)
     Germani (1,92%)
     Romi (0,36%)
Componența confesională a satului Zalaszentmihály
     Romano-catolici (68,7%)
     Fără religie (3,2%)
     Reformați (1,9%)
     Necunoscută (25,4%)
     Alte religii (0,8%)
Conform recensământului din 2011, satul Zalaszentmihály avea 1.000 de locuitori. Din punct de vedere etnic, majoritatea locuitorilor (97,72%) erau maghiari, cu o minoritate de germani (1,92%).  Din punct de vedere confesional, majoritatea locuitorilor (68,7%) erau romano-catolici, existând și minorități de persoane fără religie (3,2%) și reformați (1,9%). Pentru 25,4% din locuitori nu este cunoscută apartenența confesională.